# Конусні важкосередовищні сепаратори

Конусні важкосередовищні сепаратори — важкосередовищні сепаратори з конусною камерою для розділення. Використовуються для розділення за густиною порівняно дрібних руд і неметалічних корисних копалин.

## Загальна характеристика
Конусні важкосередовищні сепаратори дозволяють одержувати найвищу точність розділення, тому що суспензія перебуває в спокійному стані і таким чином створюються умови для більш досконалого розділення матеріалу за густиною, а також для виділення відходів з малими втратами цінних компонентів. Але внаслідок великої висоти сепараторів цієї конструкції в них важко підтримувати стабільну за густиною суспензію. Щоб розходження в густині суспензії у верхніх і нижніх шарах ванни сепаратора не перевищувало допустимої величини і не спричиняло порушень технологічного процесу, суспензія повинна готуватися з тонкодисперсного обважнювача і відносно інтенсивно перемішуватись. До того ж конусні сепаратори відрізняються найвищими експлуатаційними витратами, тому їх варто застосовувати лише при збагаченні цінних важкозбагачуваних руд, що містять значні кількості промпродуктових фракцій.
Застосовують конусні сепаратори з внутрішнім і зовнішнім аероліфтом (рис.). Конусний сепаратор з внутрішнім аероліфтом більш компактний, але менш економічний і зручний в експлуатації, ніж із зовнішнім аероліфтом.

## Технічні характеристики конусних сепараторів

Технічні характеристики конусних сепараторів